# Stazione di Nyūzen
La stazione di Nyūzen (入善駅?, Nyūzen-eki) è una fermata ferroviaria della cittadina di Nyūzen, nel distretto di Shimoniikawa della prefettura di Toyama, in Giappone. La struttura è gestita dalla JR West e serve la linea principale Hokuriku.
A partire dal 2015 la gestione della stazione verrà ceduta dalla JR West alla società ferroviaria ferrovia Ainokaze Toyama a gestione territoriale, in concomitanza con l'apertura dell'estensione dello Hokuriku Shinkansen da Nagano a Kanazawa.

## Linee
JR West
■ Linea principale Hokuriku

## Struttura
La fermata è costituita da due marciapiedi laterali con due binari passanti in superficie. Le banchine sono collegate al fabbricato viaggiatori da un sovrappassaggio, e sono presenti servizi igienici, biglietteria automatica e presenziata (aperta dalle 7:15 alle 20:15) e una sala d'attesa.
| 1 | ■ Linea principale Hokuriku | per Toyama e Kanazawa  |
| 2 | ■ Linea principale Hokuriku | per Itoigawa e Naoetsu |

## Stazioni adiacenti
| 《                        | Servizio                  | 》                        |
| Linea principale Hokuriku | Linea principale Hokuriku | Linea principale Hokuriku |
| ------------------------- | ------------------------- | ------------------------- |
| Nishi-Nyūzen              | -                         | Tomari                    |